# Suicide by My Side
Suicide By My Side — третий альбом пауэр-метал супергруппы Sinergy, выпущенный в 2002 году. 

## Об альбоме
Suicide By My Side несколько отличается от остальных альбомов Sinergy в плане исполнения. Кимберли Госс поёт более резким и агрессивним голосом, а гитаристы Алекси Лайхо и Роопе Латвала исполняют более техничные соло. Это последний альбом группы, в записи которого принимали участие Марко Хиетала и Томми Лилльман.
Последняя композиция, «Remembrance», посвящена людям, погибшим во время террористического акта 11 сентября.

## Список композиций
1. «I Spit On Your Grave» (4:01)
2. «The Sin Trade» (3:46)
3. «Violated» (4:04)
4. «Me, Myself, My Enemy» (4:13)
5. «Written In Stone» (4:17)
6. «Nowhere For No One» (3:10)
7. «Passage to the Fourth World» (3:36)
8. «Shadow Island» (5:00)
9. «Suicide By My Side» (3:41)
10. «Remembrance» (1:23)

## Участники записи
- Кимберли Госс — вокал
- Алекси Лайхо — гитара, вокал в восьмой композиции
- Роопе Латвала — гитара
- Марко Хиетала — бас-гитара, акустическая гитара в пятой композиции
- Томми Лилльман — ударные